# 5397 Воїслава
5397 Воїслава (5397 Vojislava) — астероїд головного поясу, відкритий 14 листопада 1988 року.
Тіссеранів параметр щодо Юпітера — 3,396.